# Unterer Landschitzsee
Unterer Landschitzsee är en sjö i Österrike.   Den ligger i förbundslandet Salzburg, i den centrala delen av landet, 220 km sydväst om huvudstaden Wien. Unterer Landschitzsee ligger 2 101 meter över havet.
I omgivningarna runt Unterer Landschitzsee växer i huvudsak blandskog. Runt Unterer Landschitzsee är det glesbefolkat, med 20 invånare per kvadratkilometer.